# Svete gore Piemonta in Lombardije
Svete gore (italijansko Sacri Monti) v Piemontu in Lombardiji je niz devetih kalvarij ali skupin kapel in drugih arhitekturnih značilnosti, ustvarjenih v severni Italiji v poznem šestnajstem in sedemnajstem stoletju. Namenjene za različnim vidikom krščanske vere in veljajo za zelo lepe zaradi spretnosti, s katerimi so bile integrirane v bližnje naravno okolje gričev, gozdov in jezer. Prav tako hranijo pomembno umetniško gradivo v obliki stenskih poslikav in kipov. V letu 2003 so bile vpisane na seznam UNESCO-ve svetovne dediščine

## Model in značilnosti
Kalvarija ali "sveta gora" je krščanska stvaritev iz poznega petnajstega stoletja, ki se je razširila v času protireformacije iz Italije v Evropo in Novi Svet. Kalvarija je nabožen kompleks, ki stoji na pobočju gore, z vrsto kapel ali edikul, ki vsebujejo prizore iz življenja Kristusa, Marije in svetnikov, v obliki slik ali skulptur.
Kot ponovna evokacija (spominska oživitev) novega Jeruzalema, Svete Gore ponujajo romarjem priložnost za obisk svetega kraja, ki jim pričara, v manjšem obsegu, zgradbe, v katerih je potekal Kristusov pasijon. Svete gore stojijo na višini, oddaljene od centrov mest, v bolj naravnem okolju. Navadno se nanje roma. Pot ki vodi do Svete gore pogosto ponovno prikliče Via Dolorosa (pot solz), cesto, ki vodi iz Jeruzalema do Kalvarije, po kateri je Kristus nosil križ.

## Devet Svetih gora
- Sacro Monte di Varallo, Varallo (1486), Vercelli
- Sacro Monte di Orta, Orta San Giulio (1590),  Novara
- Sacro Monte di Crea, Serralunga di Crea (1589),  Alessandria
- Sacro Monte di Oropa, Biella (1617),  Biella
- Sacro Monte di Belmonte, Valperga (1712),  Torino
- Sacro Monte di Ghiffa, Ghiffa (1591), Verbano-Cusio-Ossola
- Sacro Monte di Domodossola, Domodossola (1657), Verbano-Cusio-Ossola
- Sacro Monte di Varese, Varese (1598)
- Sacro Monte di Ossuccio, Ossuccio (1635),  Como

| Nr. | Sacro Monte                | Vas / pokrajina / lega                                                                                                 | opis | Slika |
| --- | -------------------------- | --- | --- | ----- |
| 1   | Sacro Monte di Varallo     | Varallo Vercelli landmark_ region:IT-VC 45°49′07″N 8°15′17″E / 45.818611°N 8.254722°E                                  | Leta 1497 se je začelo delo na Sacro Monte, je najstarejša svoje vrste. Proti 1650 je bil sistem v glavnem končan. Sacro Monte sestavlja 45 verskih objektov. |       |
| 2   | Sacro Monte di Crea        | Ponzano Monferrato Serralunga di Crea Alessandria landmark_ region:IT-VC 45°05′41″N 8°16′11″E / 45.094722°N 8.269722°E | 1589 |       |
| 3   | Sacro Monte di Orta        | Orta San Giulio Novara landmark_ region:IT-VC 45°47′52″N 8°24′40″E / 45.797722°N 8.411027°E                            | 1590 |       |
| 4   | Sacro Monte di Varese      | Varese (Varese) landmark_ region:IT-VC 45°51′37″N 8°47′36″E / 45.860361°N 8.793222°E                                   | 1598 |       |
| 5   | Sacro Monte di Oropa       | Biella, del naselja Oropa Biella landmark_ region:IT-VC 45°37′43″N 7°58′41″E / 45.628611°N 7.978055°E                  | 1617; stara in nova romarska bazilika]] |       |
| 6   | Sacro Monte di Ossuccio    | Ossuccio Como landmark_ region:IT-VC 45°58′28″N 9°10′10″E / 45.974555°N 9.169555°E                                     | 1635 |       |
| 7   | Sacro Monte di Ghiffa      | Ghiffa Verbano-Cusio-Ossola landmark_ region:IT-VC 45°57′49″N 8°36′54″E / 45.963611°N 8.615000°E                       | 1591 |       |
| 8   | Sacro Monte di Domodossola | Domodossola Verbano-Cusio-Ossola landmark_ region:IT-VC 46°06′20″N 8°17′13″E / 46.105555°N 8.286944°E                  | 1657 |       |
| 9   | Sacro Monte di Belmonte    | Valperga, Cuorgnè, Pertusio in Prascorsano Torino landmark_ region:IT-VC 45°22′00″N 7°37′53″E / 45.366666°N 7.631388°E | 1712 |       |